# Giuse Nguyễn Thiện Khuyến
Giuse Nguyễn Thiện Khuyến (1900–1981) là một giám mục của Giáo hội Công giáo tại Việt Nam. Ông từng đảm nhận vai trò Giám mục phó Giáo phận Phát Diệm trong 5 năm, từ năm 1976 đến năm 1981. Khẩu hiệu Giám mục của ông là Xin vâng.
Giám mục Nguyễn Thiện Khuyến sinh tại Thanh Hóa, từ năm 12 tuổi đã đi theo con đường tu trì. Sau quá trình học kéo dài 18 năm, ông được truyền chức linh mục tháng 4 năm 1930. Trong thời kỳ linh mục, ông chỉ quản nhiệm các giáo xứ trong thời gian ngắn ngủi và bị điều chuyển đến giáo xứ khác liên tục. Vì tình trạng di cư năm 1954 dẫn đến thiếu linh mục, ông lần lượt kiêm nhiệm nhiều giáo xứ, nhiều nhất là 7 giáo xứ.
Tòa Thánh chọn linh mục Nguyễn Thiện Khuyến làm giám mục phó Phát Diệm khi ông đã 76 tuổi. Lên chức giám mục, ông vẫn kiêm nhiệm và cử hành công việc mục vụ cho 9 giáo xứ. Ông được ghi nhận là một người giản dị vì từ chối sử dụng các phẩm phục giám mục sau lễ tấn phong, ngoại trừ mũ sọ nhỏ.

## Thân thế và tu tập
Giám mục Giuse Nguyễn Thiện Khuyến sinh ngày 1 tháng 1 năm 1900 tại họ đạo Bản Định, Mỹ Điền, nay thuộc xã Thuần Lộc, huyện Hậu Lộc, tỉnh Thanh Hóa thuộc Giáo phận Thanh Hóa. Năm 1912, cậu bé Khuyến được gia đình cho vào nhập học Trường Tập Ba Làng. Ba năm sau (1915), Nguyễn Thiện Khuyến nhập học tại Tiểu Chủng viện Phúc Nhạc, Phát Diệm.
Sau 6 năm học tiểu chủng viện, chủng sinh Khuyết tốt nghiệp năm 1921 và đến hỗ trợ công việc mục vụ cho linh mục Corbel (Vạn) ở xứ Phong Y, Thanh Hóa. Ba năm sau, cậu tiếp tục con đường tu học của mình bằng cách nhập học tại Đại Chủng viện Thượng Kiệm, Ninh Bình.
Ông là nghĩa tử linh mục Vũ.

## Linh mục
Sau quá trình tu học, Phó tế Giuse Nguyễn Thiện Khuyến được phong chức linh mục ngày 5 tháng 4 năm 1930 tại Phát Diệm. Sau khi được phong chức linh mục, tân linh mục Khuyến được bổ nhiệm đảm trách vai trò linh mục phó giáo xứ Khiết Kỷ, Ninh Bình. Sau ba năm đảm trách vị trí linh mục phó xứ, linh mục Khuyến được điều chuyển đảm nhận vai trò linh mục chánh xứ tiên khởi tân Giáo xứ Hoàng Mai, Ninh Bình.
Từ năm 1939, nhiệm vụ của linh mục Nguyễn Thiện Khuyến là quản nhiệm giáo xứ Hiếu Thuận, giáo phận Phúc Nhạc và ông đảm nhận vai trò này đến tận năm 1944. Từ năm 1944, ông đảm trách vai trò linh mục chánh xứ Ứng Luật thuộc Giáo hạt Hướng Đạo vừa thành lập. Năm 1946, linh mục Nguyễn Thiện Khuyến được thuyên chuyển làm linh mục chính xứ giáo xứ Văn Hải và kể từ năm 1949 đảm nhận vai trò chính xứ Trì Chính. Trong thời gian ngắn từ năm 1953 đến năm 1954, ông đảm nhiệm vai trò linh mục Chánh xứ Giáo xứ Phúc Hải (thuộc Giáo hạt Phúc Nhạc) và từ năm 1954, ông là linh mục Chánh xứ Giáo xứ Hướng Đạo, Ninh Bình kiêm quản nhiệm các giáo xứ Ứng Luật, Hòa Lạc, Phú Hậu. Từ năm 1966, ông còn kiêm nhiệm chức vụ linh mục quản nhiệm các giáo xứ khác như Tôn Đạo, Khiết Kỷ, Thuần Hậu.
Năm 1974, linh mục Giuse Nguyễn Thiện Khuyến được bổ nhiệm làm linh mục Chánh xứ Nhà thờ chính tòa Giáo phận Phát Diệm, kiêm thêm Giáo xứ Trì Chính và giữ tiếp tục đảm nhận việc quản nhiệm 7 giáo xứ ông đã quản nhiệm từ năm 1955. Ông quản nhiệm tất cả các giáo xứ này cho đến khi qua đời năm 1981. Năm 1974 đến năm 1976, linh mục Khuyến là linh mục Tổng Đại diện Giáo phận Phát Diệm, theo sự bổ nhiệm của Giám mục chính tòa Phaolô Bùi Chu Tạo. Lý do ông đảm nhận vai trò này là giám mục Giuse Lê Quý Thanh vừa qua đời, trợ giúp giám mục Phaolô Bùi Chu Tạo đau buồn và già yếu.

## Giám mục
Ngày 9 tháng 12 năm 1976, linh mục Nguyễn Thiện Khuyến được bổ nhiệm làm Giám mục phó Giáo phận Phát Diệm. Trước đó, trước đề nghị của Tòa Thánh, ông đã nhiều lần từ chối đề cử làm giám mục, đệ trình bởi giám mục Bùi Chu Tạo.;
Thánh lễ tấn phong cho tân giám mục được cử hành sau đó vào ngày 24 tháng 4 năm 1977. Phần nghi thức truyền chức chính yếu được cử hành bởi Chủ phong là Tổng giám mục Phó Tổng giáo phận Hà Nội Giuse Trịnh Văn Căn và hai vị phụ phong là Giám mục Phêrô Phạm Tần, giám mục chính tòa Giáo phận Thanh Hóa và Giám mục chính tòa Phát Diệm Phaolô Bùi Chu Tạo là phụ phong. Tân giám mục chọn châm ngôn giám mục: Xin vâng. Sách Lịch sử giáo phận Phát Diệm cho rằng giám mục Đa Minh Maria Lê Hữu Cung là vị phụ phong thứ hai.
Trở thành giám mục phó nhưng Nguyễn Thiện Khuyến vẫn duy trì công việc mục vụ tại 9 giáo xứ ông đã đảm nhiệm rất lâu trong thời kỳ linh mục. Việc mục vụ tại đây chỉ là cử hành lễ Chúa Nhật, cử hành bí tích và chép sổ sách. Ông được ghi nhận là một con người bình dị, chỉ sử dụng phẩm phục giám mục với mũ mitra và sử dụng gậy mục tử trong lễ tấn phong. Sau lễ này, ông chỉ sử dụng mũ Zucchetto trong các buổi lễ. Giám mục Khuyến được chọn làm giám mục khi đã cao tuổi, tuy vậy ông vẫn có sức khỏe để thực hiện các công việc mục vụ. Dù là một người nghiện thuốc lào, có khi cần 5-6 điếu một ngày, giám mục Khuyến từ khi được tấn phong giám mục đã quyết định từ bỏ thói quen mà ông nhận định là thói xấu này.
Giám mục Nguyễn Thiện Khuyến qua đời ngày 15 tháng 12 năm 1981 vì bị cao huyết áp, sau 51 năm linh mục và 5 năm giám mục, được an táng trong nhà thờ lớn Phát Diệm.

## Tông truyền
Giám mục Giuse Nguyễn Thiện Khuyến được tấn phong giám mục năm 1977, dưới thời Giáo hoàng Phaolô VI, bởi:
- Chủ phong: Giuse Maria Trịnh Văn Căn, Tổng giám mục Phó Tổng giáo phận Hà Nội.
- Phụ phong: Phêrô Phạm Tần, giám mục chính tòa Giáo phận Thanh Hóa và giám mục Phaolô Bùi Chu Tạo, giám mục chính tòa Phát Diệm.